# كابويرا
الكَبُوِيرَة أو القَبُوِيرَة أو (نقحرة: الكابويرا) فن من الفنون القتالية البرازيلية وهي أيضا لتعيبر والتفريغ عن النفس مارسه سكان الغابات في القارة الأفريقية وانتقلت إلى البرازيل عن طريق نقل المستعمرين البرتغال للعبيد من أفريقيا. من أهم مميزاته أنه يجمع بين الرقص والقتال وكان ذلك للتمويه وكي لا يتفطن الأسياد إلى التدريبات ولها أيضاً اغانيها الخاصة وهي اغاني شعبية تغنى في البرازيل في المناسبات.
اختلف المؤرّخون على سبب تسمية الكبويرة، منهم من قالوا ان كلمة كبويرة هي نبتة برازيليّة تزرع في الحقول كانت تمارس رياضة الكبويرة بينها، ومنهم من قالوا ان الكبويرة هي شجرة تمارس رياضة الكبويرة تحتها.
وفي يومنا هذا أصبح هنالك عدة طرق كبويرة منها: كورداو دي اورو \ كبويرة سول دا باهيا \ اكس كبويرة \ كبويرة انالوجا \ كبويرة ريجيونال وغيرها...
ولكي تتعرف أكثر على هذه اللعبة والرقصة الجميلة 
ليس عليك سوى متابعة فلم بعنوان فقط القوي للبطل الرائع مارك ديكاسكوس
وأيضا في لعبه تكن حيث ان الاعب ايدى جوردو واخته كريستى مونتيرو وأسلوب لعب أكثر من رائع يطبق أسلوب الكبويرة..

## أنواع الكبويرة

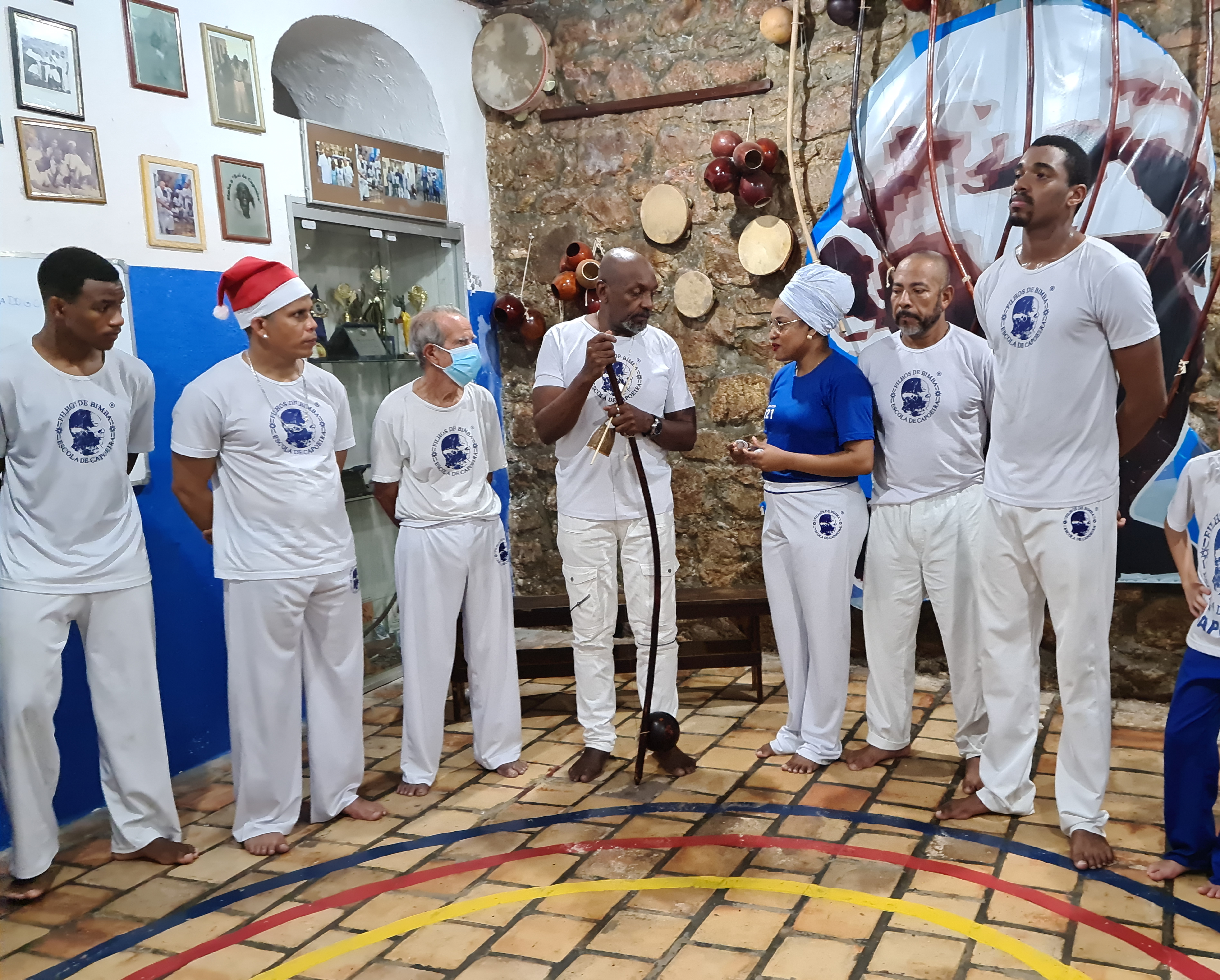
Mestre Bimba group, 2022

1. Mestre Bimba group, 2022Capoeira Regional: وتنطق بالبرتغالية " كبويرة هيجوناو "، وهي الكبويرة السريعة. أي أن حركاتها تؤدى بسرعة ويغلب عليها الطابع الاستعراضي، حيث تكثر فيها الحركات الأكروباتية التي تتطلب المرونة الفائقة وسرعة البديهة. ويعتبر هذا النوع من الكبويرة حديث العهد حيث طوره وابتدع الكثير من حركاته Manoel dos Reis Machado ويلقب بـ (Mestre Bimba) في الثلاثينيات من القرن العشرين، ويعد أول من افتتح أكاديمية متخصصة بتعليم فنون الكبويرة وثقافتها.
2. Capoeira Angola : وهي اللعبة الأساسية التي اشتقت منها الكبويرة السريعة. وتمتاز هذه اللعبة بحركاتها البطيئة جدا والتي تتطلب دقة التركيز والقوة الهائلة في المحافظة على التوازن، حيث يغلب عليها الحركات الأرضية والوقوف على اليدين.

وهي من ى الفنون القتالية القديمة والرائعة للدفاع عن النفس وتسمى بأسلوب النمر.

## التدرج في رتب الكبويرة

من حركات كبويرةانجولا

ما يميز الكبويرة عن غيرها من الفنون القتالية هو نظام التدرج الذي يختلف من مدرسة لأخرى.
فليس للكبويرة نظام موحد يحدد الوان الأحزمة والتسميات بالنسبة لتدرج اللاعبين.

## أهم التكتيكات
أحد مميزات الكبويرة أنها لا تحتوي على وقفة خاصة أو وضعية ثابتة أثناء القتال. وتسمى الوضعية الحركية جينجا وهي تعادل الوقفة الثابتة في الفنون القتالية الأخرى. تعتبرالـجينجا حجر الأساس لجميع حركات الكبويرة سواء السريعة منها أو البطيئة. وبما أنها عبارة عن حركة ايقاعية متزامنة ومستمرة، فهناك بعض الصعوبة يواجهها اللاعبين المبتدأين في أداء الحركات المختلفة أثناء الـجينجا. لذلك يجب على اللاعب المحترف أو المبتدأ على حد سواء اتباع تكنيك الجينجا للمحافظة على التوازن ودقة تصويب الضربة على الخصم.

## معرض صور

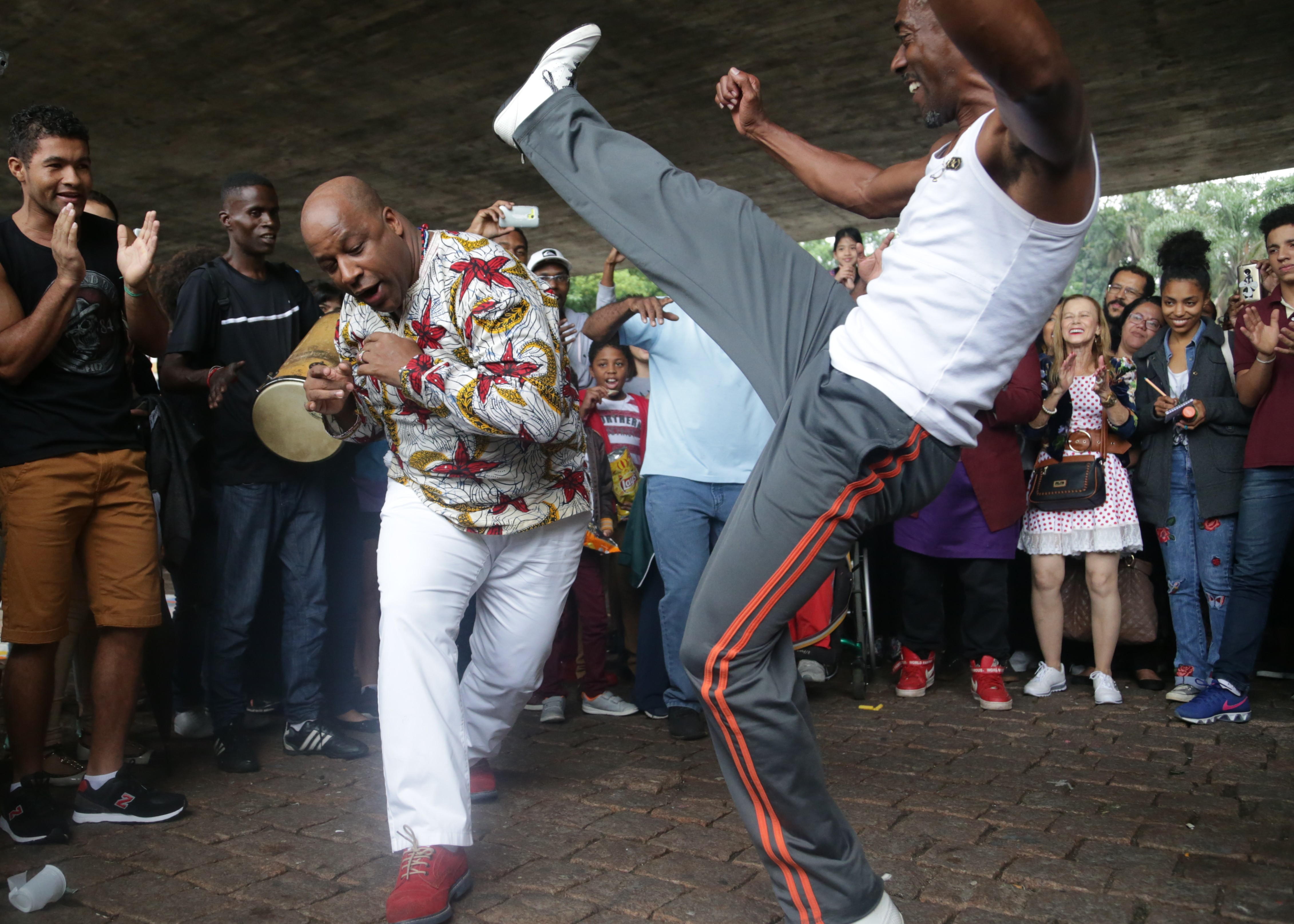
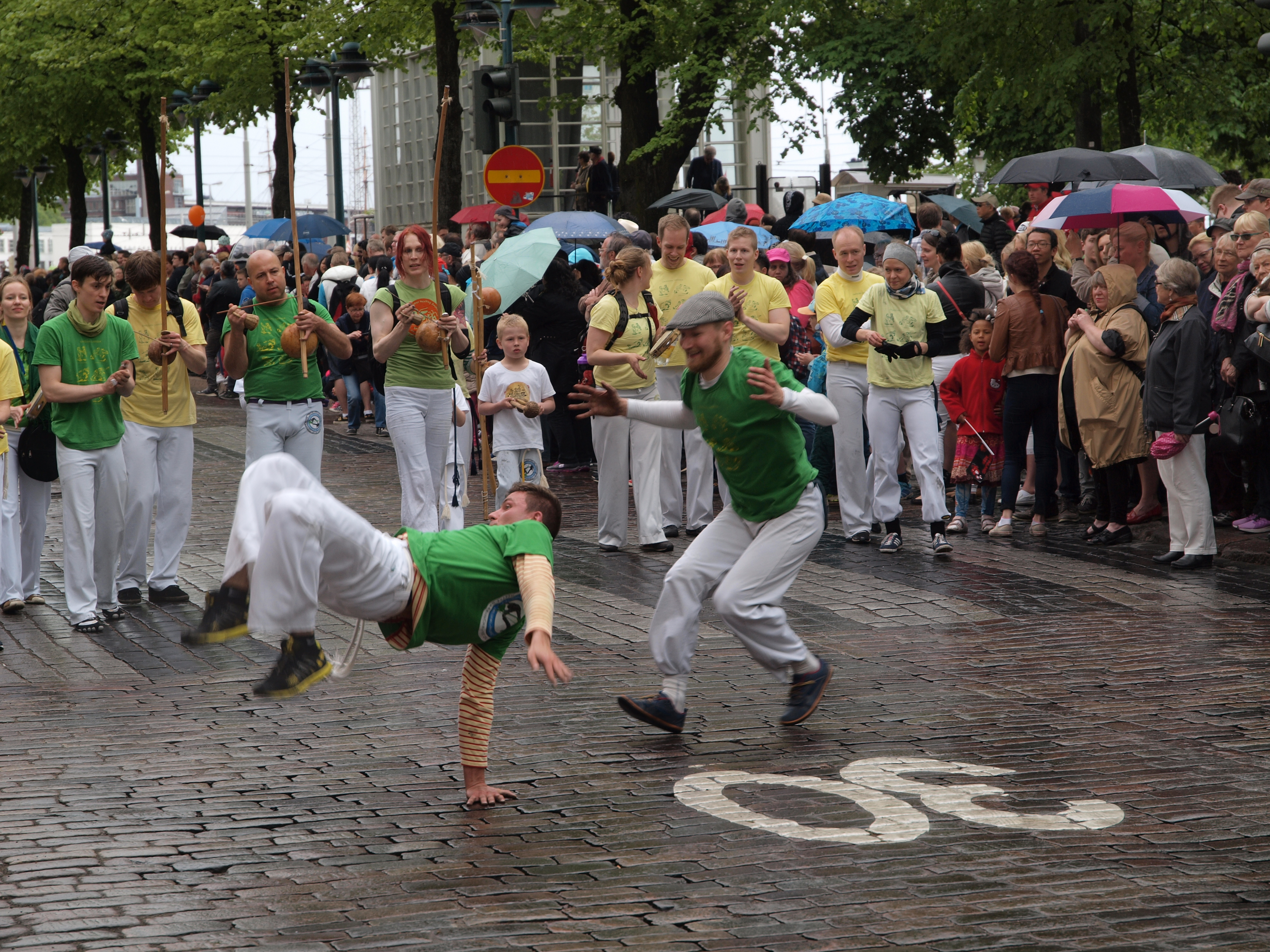